# Luis de la Cadena
Luis de la Cadena (Burgos, 1500-París, segunda mitad del siglo XVI) fue un clérigo, teólogo, catedrático y poeta laureado español, ocupó los cargos de abad-canciller de la Universidad de Alcalá de Henares, obispo auxiliar de Almería y catedrático de la Universidad de La Sorbona. 

## Biografía
Natural de Burgos, pertenecía a una familia noble, entroncada con las más ilustres de la población. Era hijo del licenciado don Pedro de Maluenda, corregidor de Zamora y juez de alzadas en Sevilla, y de doña Catalina de la Cadena. Fue nieto paterno de don Hernando de Maluenda, tesorero de la Casa de Moneda en Burgos, y materno de don García Martínez de Lerma, embajador de los Reyes Católicos y alcalde mayor de Burgos. Sus hermanos fueron Antonio de la Cadena fue alcalde mayor y ordinario de la Ciudad de México, y Catalina de la Cadena, mujer de don Gonzalo de Salazar, cogobernador de la Nueva España y caballero XXIV de Granada.
Siendo joven, recibió una educación esmerada, dirigida por su tío, el abad-canciller Pedro de Lerma y, tal vez, estudió en la Sorbona como él.
Fundada la Universidad de Alcalá, fue uno de sus primeros profesores. Martínez Añíbarro y Rives, en su Intento de un diccionario biográfico y bibliográfico de autores de la provincia de Burgos, asegura que fue muy querido por el cardenal Cisneros y Arias Montano y dice de él:

Esto fue debido a su ilustración, pues era teólogo profundo, entendido orientalista, elegante humanista, culto poeta y decidido protector de los buenos ingenios y amante de la cultura literaria, por lo que perseguía al mal gusto y a los que de él hacían alarde en las escuelas, en cuya empresa sucumbió a causa de los rencores que se creó hasta verse delatado a la Inquisición.

Tuvo el honor de ser el primer poeta laureado de la Universidad de Alcalá.
Cuando Pedro de Lerma cesó en el cargo de canciller de la Universidad Complutense, en 1535, su sobrino lo sucedió hasta 1558. Fue después obispo auxiliar en Almería y en ella hubiese sucedido al obispo titular, ya anciano, de no haber faltado los cardenales Cisneros y Fonseca. En su ausencia, Siliceo dio malos informes y la delación a la Inquisición de Toledo, formulada en enero de 1551, prosperaba. En estas circunstancias, hubo de salir de España y acudió a París; siendo doctor de la Sorbona, regentó allí una cátedra, en cuyo cargo falleció.
Compuso oraciones y poesías; de hecho, según Martínez Añíbarro y Rives, varios autores lo citan como «elegante poeta».